# La Jeune Suisse
La Jeune Suisse fu una rivista politica bilingue franco-tedesco a periodicità bisettimanale fondata da Giuseppe Mazzini e pubblicate nel biennio 1835-1836, fino all'espulsione del Mazzini imposta al governo svizzero richiesta dall'ambasciatore francese.
Stampata a due colonne, diffuse una settantina dello stesso Mazzini coi quali combatté un'importante battaglia per la trasformazione in senso federalista della costituzione svizzera del 1815 e per l'abolizione della tradizionale neutralità.